# Heeresmusikkorps Koblenz

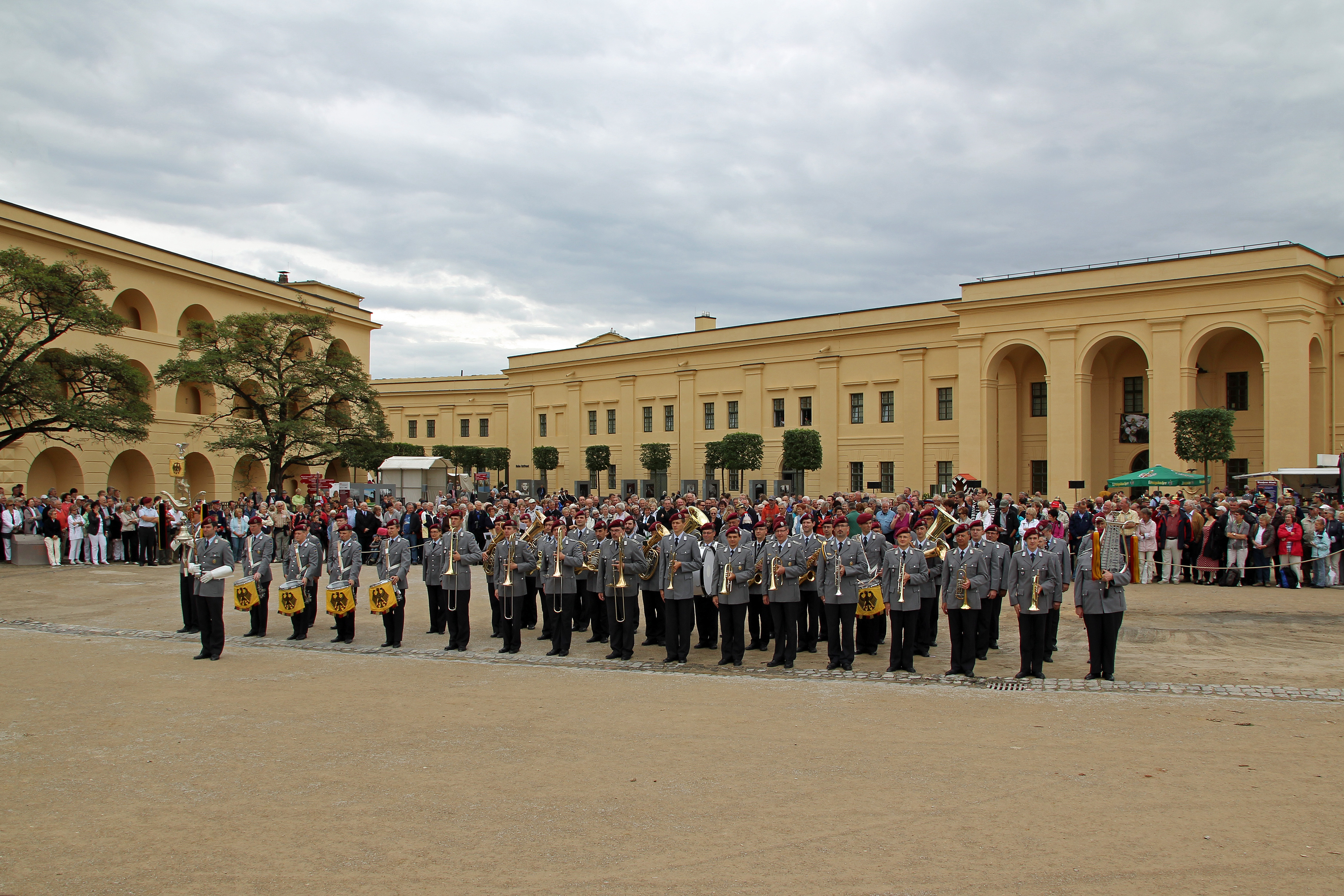
Das Heeresmusikkorps Koblenz auf der Festung Ehrenbreitstein in Koblenz während der Bundesgartenschau 2011

Das Heeresmusikkorps Koblenz (HMusKorps Koblenz), bis 18. September 2013 Heeresmusikkorps 300 (HMusKorps 300), mit Standort in Koblenz ist ein Musikkorps der Bundeswehr. Im Zuge der Neuausrichtung wurde das Heeresmusikkorps 300 dem Streitkräfteamt unterstellt und ist somit Teil der Streitkräftebasis.

## Aufgabe
Es tritt überwiegend zur musikalischen Umrahmung in den Ländern Rheinland-Pfalz und Saarland auf, aber auch bei anderen nationalen und internationalen Veranstaltungen mit dienstlichem Hintergrund.

## Geschichte
Das Heeresmusikkorps 300 wurde am 1. Juli 1956 unter der Bezeichnung Musikkorps IV B in Idar-Oberstein aufgestellt und schon wenige Monate nach der Aufstellung an seinen jetzigen Standort nach Koblenz verlegt. Erster Leiter des ursprünglich aus 23 Mann bestehenden Orchesters war Hauptmann Friedrich Deisenroth.
Ab dem 16. März 1959 wurde das Musikkorps in Heeresmusikkorps 5 umbenannt, nachdem es der 5. Panzerdivision in Diez unterstellt worden war.
Am 1. Mai 1985 erfolgte die Versetzung des Verbandes zu den Stabstruppen des III. Korps in Koblenz und die Umbenennung in Heeresmusikkorps 300. Von hier an bis zur Unterstellung zur Division Spezielle Operationen (DSO) trugen die Angehörigen des Musikkorps als einzige in der Bundeswehr korallenrote Barette.
Vom 1. April 1994 bis zum 31. März 2002 unterstand das Korps truppendienstlich der Führungsunterstützungsbrigade 900 in Rheinbach. Einsatztechnisch unterstand das Orchester dem Kommandeur der Truppen Oberste Bundeswehrführung/Heeresführungstruppen in Koblenz.
Vom 1. April 2002 bis Oktober 2007 unterstand das Musikkorps einsatztechnisch und truppendienstlich dem damals noch divisionsäquivalenten Heerestruppenkommando in Koblenz. Am 18. September 2013 wurde es in Heeresmusikkorps Koblenz umbenannt.

## Leitung
- 1956–1957: Hauptmann Friedrich Deisenroth
- 1957–1979: Oberstleutnant Heinrich Schlüter
- 1979–1991: Oberstleutnant Georg Czerner
- 1991–1992: Oberstleutnant Heinz Schiffer
- 1992–2003: Oberstleutnant Thomas Klinkhammer
- 2003–2007: Major Burkard Zenglein
- 2007–2014: Oberstleutnant Robert Kuckertz
- 2014–2024: Oberstleutnant Alexandra Schütz-Knospe
- seit 2024: Hauptmann Holger Kolodziej[2]

## Besetzungen
Das Heeresmusikkorps Koblenz besteht neben dem großen Sinfonischen Blasorchester noch aus weiteren kleineren Besetzungen.
- Jazz-Combo unter der Leitung von Stabsfeldwebel Michael Peter
- Egerländerbesetzung unter der Leitung von Oberstabsfeldwebel Marc Weber
- Oberkrainer-Besetzung
- Blechbläserquintett unter der Leitung von Stabsfeldwebel Christoph Dissinger
- Blechbläserquartett
- Trio d’Anches

## Tonträger
- Zwischen Rhein und Mosel. Dirigent: Oberstleutnant Heinrich Schlüter. 1973
- Deutsche Heeresmärsche aus der preußischen Armeemarschsammlung. Dirigent: Oberstleutnant Heinrich Schlüter
- Deutsche Heeresmärsche aus der preußischen Armeemarschsammlung – Folge 2. Dirigent: Oberstleutnant Heinrich Schlüter
- Deutsche Heeresmärsche aus der preußischen Armeemarschsammlung – Folge 3. Dirigent: Oberstleutnant Heinrich Schlüter
- Deutsche Heeresmärsche aus der preußischen Armeemarschsammlung – Folge 4. Dirigent: Oberstleutnant Heinrich Schlüter
- Deutsche Heeresmärsche aus der preußischen Armeemarschsammlung – Folge 5. Dirigent: Oberstleutnant Heinrich Schlüter
- Deutsche Heeresmärsche aus der sächsischen Armeemarschsammlung. Dirigent: Oberstleutnant Heinrich Schlüter
- Deutsche Heeresmärsche aus der bayerischen Armeemarschsammlung. Dirigent: Oberstleutnant Heinrich Schlüter
- Deutsche Heeresmärsche aus Hannover und Hessen. Dirigent: Oberstleutnant Heinrich Schlüter
- Königlich preussische Armeemärsche. Dirigent: Oberstleutnant Heinrich Schlüter
- Deutsche Armeemärsche und Der große Zapfenstreich. Dirigent: Oberstleutnant Heinrich Schlüter. Bauer Studio, 1979
- Deutsche Parademärsche. Dirigent: Oberstleutnant Heinrich Schlüter
- Der Große Zapfenstreich. Dirigent: Oberstleutnant Heinrich Schlüter
- Deutsche Präsentier- und Parademärsche. Dirigent: Oberstleutnant Heinrich Schlüter
- Freudenklänge. Dirigent: Oberstleutnant Heinrich Schlüter
- 25 Jahre Heeresmusikkorps 5. Dirigent: Major Georg Czerner. 1981
- Koblenz unsere Garnison. Oberstleutnant Georg Czerner.
- Serenadenkonzert. Oberstleutnant Georg Czerner.
- Truppenmärsche des III.Korps und Großer Zapfenstreich. Oberstleutnant Georg Czerner.
- Premiere 1. Dirigent: Major Thomas Klinkhammer. 1994
- 40 Jahre Heeresmusikkorps 300. Dirigent: Oberstleutnant Thomas Klinkhammer. Bauer Studios, Ludwigsburg 1996
- Clarinettissimo. Dirigent: Major Klinkhammer. Solisten: Armin Ziegler & Achim Pfeiffer. 1997
- HMK 300 goes Broadway. Dirigent: Oberstleutnant Thomas Klinkhammer. 1998
- 50 Jahre Heeresmusikkorps 300. Dirigent: Major Burkard Zenglein. Tonstudio AMOS, 2005
- Unterm Schellenbaum – Märsche Und Der Große Zapfenstreich  (Mitarbeit), herausgegeben vom BMVg 2006
- Leichte Kavallerie. Turnier- und Reitermärsche. Siegerfanfaren und Nationalhymne. Dirigent: Oberstleutnant Robert Kuckertz. dd-audio, Düsseldorf 2008
- Preußens Gloria. Traditionsmärsche der Garnison Koblenz. Dirigent: Oberstleutnant Robert Kuckertz. dd-audio, Düsseldorf 2010
- Für Sie. Dirigent: Oberstleutnant Alexandra Schütz-Knospe. 2015